# قهوة إسبريسو

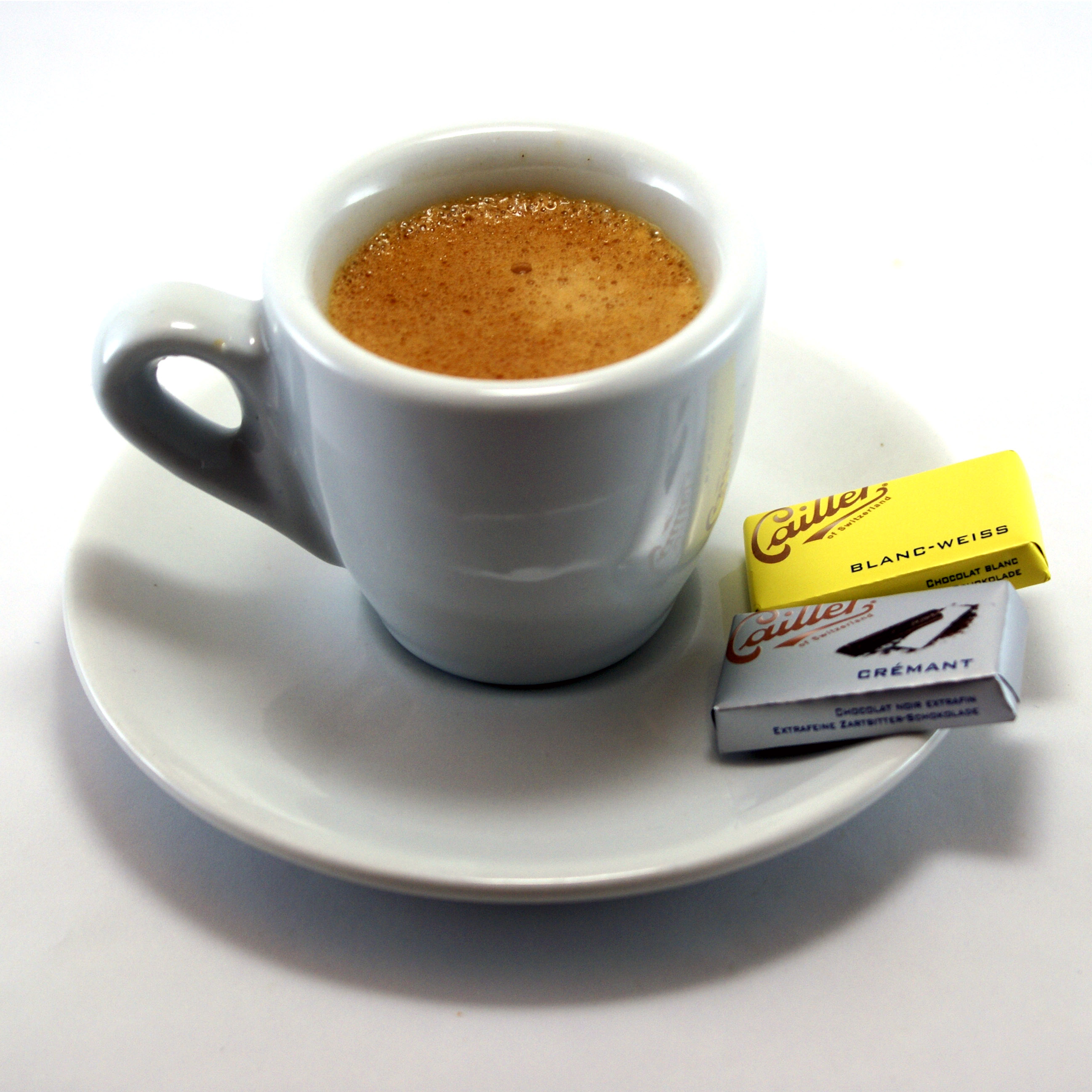
فنجان قهوة إسبريسو

قهوة إسبريسو أو الأسْبَرِيسَّة هي قهوة إيطالية الصنع مُركزة وقاتمة اللون. تتكون من القليل من الماء المغلي مع حبوب البن الأصلية المطحونة، يُقدم في فنجان صغير مع صحنه، يشبه في الشكل فنجان القهوة التركي ولكنه غالبا ما يكون سميكاً وأبيض اللون، ويمكن أن يكون شفافاً.
قهوة إسبريسو لها قوام غالباً ما يكون أكثر سُمكاً من مشروبات القهوة الأخرى، وتحتوي على تركيز أعلى من المواد العالقة والذائبة ورغوة الكريما الناتجة عن الضغط إذ أن تركيز هذا المشروب يُعد قوياً في الفنجان النموذجي (60 ملليلتر)، قهوة إسبريسو هي أساس بعض مشروبات القهوة الأخرى مثل كافيه لاتيه، موكا، القهوة الأمريكية، وهي أكثر أنواع القهوة شيوعًا في جنوب أوروبا وخاصة في إيطاليا وإسبانيا والبرتغال وفرنسا.

## أصل الكلمة
تعني كلمة إسبريسو في إيطاليا القهوة الطازجة وليست تحريف للكلمة إكسبريس أي السريعة.

## لمحة تاريخية

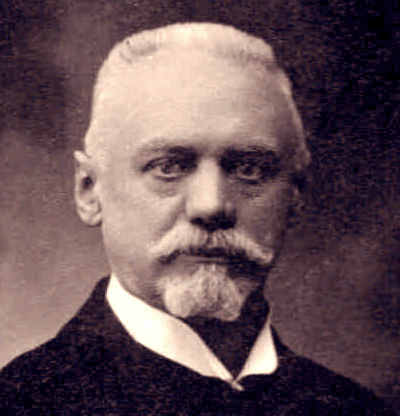
أنجيلو موريوندو مخترع أول آلة لصنع القهوة

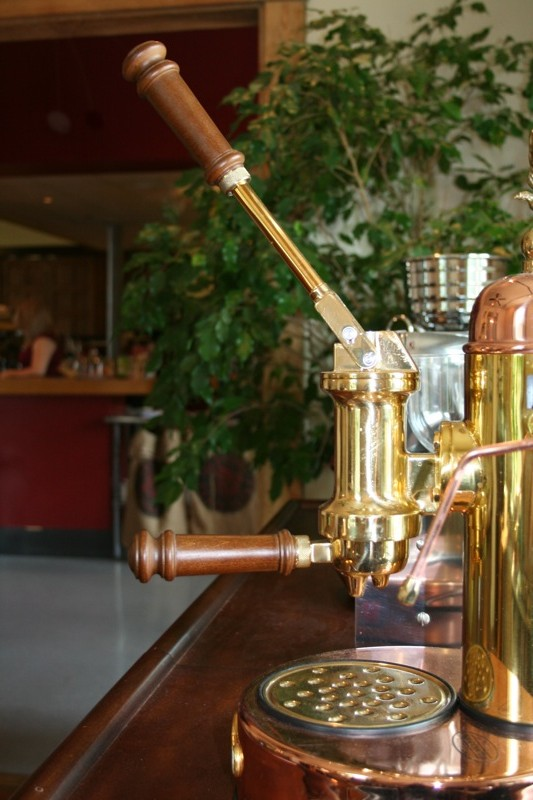
ماكينة صنع قهوة إسبريسو يدوية

أخترعت آول آلة تعمل بالبخار لصنع قهوة الإسبريسو الفورية على يد الإيطالي أنجيلو موريوندو في عام 1884، ثم أضاف لويجي بيزيرا عددًا من التحسينات لآلة موريوندو لصنع الإسبريسو كان أولها في 19 ديسمبر 1901، ثم أسس رجل الأعمال الإيطالي ديسيديريو بافوني في عام 1903 شركة لا بافاوني لإنتاج الآلة صناعيًا، والتي كانت عبارة عن ورشة صغيرة في ميلان تنتج بمعدل آلة واحدة يوميًا. وكانت آلة بافوني تستغرق 45 ثانية في إعداد فنجان القهوة واحد.
ارتبط ارتفاع استهلاك الإسبريسو بالتوسع الحضري، حيث وفرت مقاهي تقديم الإسبريسو مكانًا للتواصل الاجتماعي. ازدهرت قهوة الإسبريسو في العديد من دول أوروبا بفضل السياحة إلى إيطاليا، وبفضل المقاهي الإيطالية التي كانت تقدم الإسبريسو لطبقة العاملة من المغتربين ذوي الأصول الإيطالية، ثم انتشرت في المملكة المتحدة بين فئة الشباب خلال حقبة الخمسينيات من القرن العشرين. وانتشرت في الولايات المتحدة الأمريكية في الأحياء الإيطالية، مثل نورث إند في بوسطن، وليتل إيتالي في نيويورك، ونورث بيتش في سان فرانسيسكو. تطور من الإسبريسو عدد من المشروبات الأخرى بإضافة بعض المواد إليها، ففي أوروبا تحولت إلى مشروب الكابتشينو بإضافة الحليب ذو لرغوة، وفي الولايات المتحدة الأمريكية اشتهر مشروب اللاتيه الذي قدم لأول مرة في خمسينيات القرن العشرين في مقهى ميديتيرينيوم في مدينة بيركلي بولاية كاليفورنيا على يد لينو ميورين بإضافة بعض المنكهات إلى الإسبريسو، ثم انتشر في مدينة سياتل. وفي أواخر الثمانينيات وأوائل التسعينيات من القرن العشرين، وراحت تقدمه سلسلة مقاهي ستاربكس الشهيرة في العديد من بلدان العالم.
أخذت شعبية الإسبريسو تتزايد في بلدان الشرق الأوسط وآسيا مع افتتاح سلاسل المقاهي الغربية.

## المادة الفعالة
يحتوي هذا المشروب على نسبة كافيين أعلى من معظم المشروبات الأخرى حيث يُقدم الفنجان المُعتاد من إسبريسو بحجم 60 ملليلتر ويحتوي على 80-150 مليجرام من الكافيين وفنجان 240 ملليلتر يحتوي على 95-200 مليجرام من الكافيين ولكن نظرا لصغر الحجم المتداول للفنجان الذي يقدم به الإسبريسو مقارنة بالأكواب التي تقدم بها مشروبات القهوة الأخرى، فإن الكمية الإجمالية للكافيين في فنجان الإسبريسو أقل من كمية الكافيين في كوب واحد من الأمريكانو أو القهوة المحضرة طازجا.
و تقدم الإسبريسو أيضاً بما يسمى Double Espresso أو Doppio Espresso أي ضعف الكمية، وهي تقدم في فنجان كبير لمحبي شرب القهوة. والمحترفون عادة يأخذونها بدون تخفيف أو سكر، أما الآخرون فيقدم إليهم السكر الأسمر إن أرادوا تخفيفها كما أن البعض يضع عليها قطرات من نكهة اللوز.

## أنواعها
تقدم العديد من أنواع قهوة الإسبريسو في المقاهي المختلفة من بينها قهوة الإسبريسو الباردة (الفريدو إسبريسو)، وهي قهوة إسبرسو تكون معدة مسبقًا ومبردة، أو يضاف إليها مكعبات الثلج، ثم توضع في إناء به ثلج إضافي لتبرد، وتقدم عادة في جنوب أوروبا ويتزايد استهلاكها في فصل الصيف. قدم مشروب الفريدو كابتشينو في مقاهي اليونان منذ عام 1991 أيضًا جنبًا إلى جنب مع الفريدو إسبريسو.
وهنالك أيضا شكلان من الإسبريسو، الأقوى وهو الرستريتو إسبريسو Ristretto، وفيه تُطحن القهوة بشكل أنعم وتُكبس بقوة وتقل كمية المياه فيها قليلا. وشكل أخف وهو مايكل لونجو Lungo، وفيه يتم زيادة كمية المياه قليلا، ويمكن لكليهما أن يُقدما بكمية مضاعفة، Dopio Espresso ristretto وDopio Espresso lungo.